# Tanjung (Panyabungan Timur)
Tanjung is een bestuurslaag in het regentschap Mandailing Natal van de provincie Noord-Sumatra, Indonesië. Tanjung telt 419 inwoners (volkstelling 2010).